# آلتو پنکاسو
التو پنکاسو (به اسپانیایی: Alto Pencoso) یک منطقهٔ مسکونی در آرژانتین است که در La Capital Department, San Luis واقع شده‌است.

## خصوصیات
التو پنکاسو ۲۴۴ نفر جمعیت دارد و ۶۶۰ متر بالاتر از سطح دریا واقع شده‌است.